# Urban Outfitters
Urban Outfitters Inc est une société américaine qui possède et exploite cinq marques de vente de vêtements au détail : Urban Outfitters, Anthropologie, Free People, Terrain et BHLDN. Urban Outfitters est cotée en bourse (NASDAQ : URBN) et son président actuel est Richard Hayne.
La compagnie se focalise sur les jeunes de 18-30 ans aux tendances kitsch, vintage, hipster et rétro.

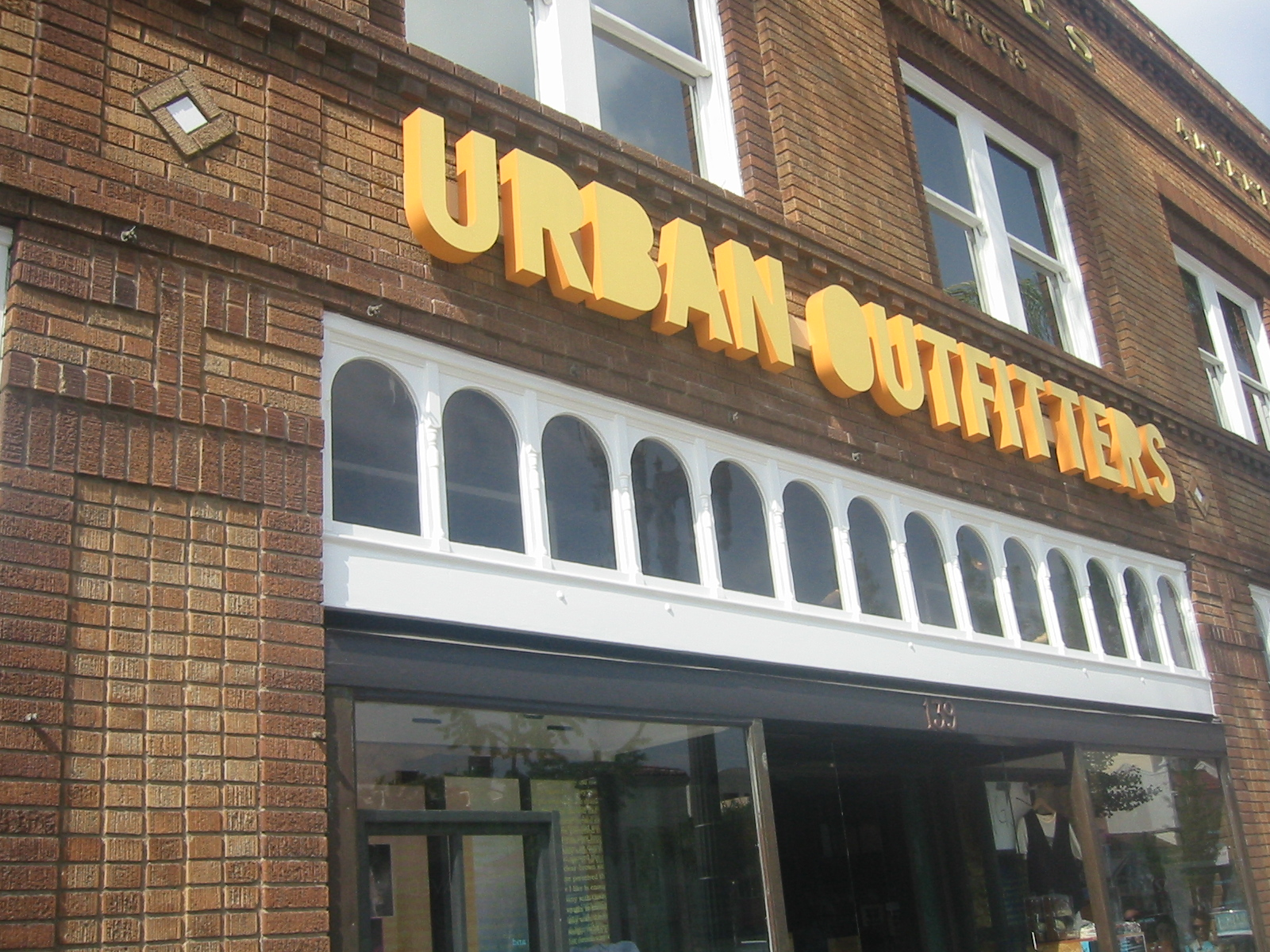
Un magasin Urban Outfitters à Los Angeles

Le premier magasin a ouvert à Philadelphie en 1970. Aujourd'hui Urban Outfitters exploite plus de 400 points de vente aux États-Unis, au Canada, au Royaume-Uni, en Irlande, au Danemark, en Suède, en Allemagne, en Belgique, aux Pays-Bas, en France ainsi qu'en Espagne.

## Critiques
La marque a été fortement critiquée au Québec pour son refus d'offrir depuis plusieurs années un site web en français, malgré les exigences de la Charte de la langue française. La compagnie offre pourtant un site web en français aux consommateurs en France.
Sa filiale Anthropologie ne respecte pas non plus les exigences légales pour effectuer du commerce de détail au Québec[source secondaire souhaitée].

### Controverses
Cette section ne s'appuie pas, ou pas assez, sur des sources secondaires ou tertiaires indépendantes du sujet.

Pour l'améliorer, ajoutez-en, ou placez des modèles {{Source secondaire souhaitée}} ou {{Source secondaire nécessaire}} sur les passages mal sourcés. (décembre 2022)
Certains produits vendus par Urban outfitters ont fait l'objet de nombreuses controverses depuis 2003.
- En 2003, l'entreprise a commercialisé une variante non officielle du jeu Monopoly appelé Ghettopoly. À la suite des critiques décrivant ce jeu comme raciste, son créateur l'a défendu comme étant « un moyen de se rassembler et de rire ensemble » en rajoutant : « si l'on ne peut rire de nous-mêmes... on continuera à vivre dans l'insulte et l'amertume ».
- Toujours en 2003, un t-shirt avec le slogan « Everyone loves a jewish girl » (« tout le monde aime une fille juive ») entouré du signe dollar a fait l'objet de controverses.
- En 2004, un set de magnets basé sur le jeu « Jesus dress up », consistant à « habiller » Jésus avec différentes tenues telles que des jupes, robes et T-shirt mais aussi avec une tenue de diable a généré un retour de mécontentements de clients estimé à 250 000 emails.
- En 2007, la vente de keffiehs sous l’appellation "antiwar scarves" (écharpes pacifiques) est arrêtée à la suite de plaintes de communautés juives. La marque s'excusera et explique ne pas avoir eu l'intention d'offenser avec cet article.
- En mai 2008 et après les controverses précédentes avec la communauté juive, urban outfitters retire de ses magasins et de son site internet un t-shirt représentant un enfant palestinien tenant un fusil AK-47 avec la mention de « victime ». Un représentant de l'entreprise a déclaré : « Nous ne vendons pas de produits dans le but de provoquer des controverses ou d'offenser intentionnellement. Nous avons dorénavant retiré ce produit de nos magasin et ne le vendrons plus sur internet. »
- En mai 2010, l'hebdomadaire New-Yorkais The Village Voice publie un article comparant les produits d'artistes de Brooklyn à ceux vendus par Urban outfitters. Ils déclarent alors que la marque vole les graphismes et le travail de ceux-ci.
- En juin 2010, la marque est critiquée pour la commercialisation d'un t-shirt avec l'inscription « eat-less » considéré comme une incitation à l'anorexie. Il a alors été retiré du site internet mais était toujours vendu dans les boutiques Urban Outfitters .
- En mai 2011, une deuxième accusation de plagiat affecte la marque. Stephanie "Stevie" Koerner, déclare que le T-shirt « I heart destination » est une copie de l'une de ses création.
- En avril 2012, un T-shirt vendu par Urban outfitters de la marque danoise Wood Wood prête à polémique en raison d'un graphisme rappelant l'holocauste. En effet, une étoile jaune ressemblant à celles que les nazis faisaient porter aux juifs était cousue sur celui-ci. L'étoile a été retirée du modèle.
- En septembre 2012, le président de la foundation des droits de l'homme Thor Halvorssen publie une lettre ouverte à destination d'Urban Outfitters afin de demander l'arrêt de la vente de produits arborant Che Guevara. La marque cessa de les vendre.
- En septembre 2014, l'opinion publique et les médias réagissent négativement la vente d'un sweat-shirt "Kent state university". Le graphisme du produit évoqua la fusillade ayant eu lieu le 4 mai 1970 dans l'université en raison de motifs de balles et de taches couleur sang. La marque réagit dans un communiqué en déclarant que l'intention de la marque n'était pas de faire référence à cet évènement tragique. Seulement un sweat de ce modèle a été vendu sur le site avant qu'il n'y soit plus, il a été revendu sur ebay au prix de $2,500.
- En février 2015, la vente d'une étole rayé blanche et noire avec un triangle rose, similaire aux vêtements portés par les gays dans les camps nazis crée une nouvelle polémique autour de la marque. L'article a été retiré de la vente le lendemain sans communiqué.
- En mai 2018, l'entreprise se dote d'une place du marché Mirakl[5].